# Арка
Арка в архитектурата е елемент, който като конструкция представлява дъга, оформяща врата, прозорец и други отвори в стени, както и самостоятелно разположени дъгови декоративни съоръжения – например триумфални арки. Арката е в основата на развитието на свода

## Изпълнение
Арките имат редица предимства пред хоризонталните подпори (щурц), тъй като с тях могат да се реализират по-широки отвори. Изпълняват се с малки, лесно преносими блокове от тухли или камък, за разлика от масивния монолитен щурц. Освен това арката може да носи значително по-голям товар от хоризонтално разположена подпора.
Конструкцията на арката зависи от формата на клиновидните съставни елементи (на френски: Voussoir), наредени по начина, показан на фигурата вдясно, изобразяваща зидана каменна арка. Посочени са и действащите сили.
- 1. Ключов камък
- 2. Клинообразен камък
- 3. Външна повърхност на арката (екстрадос)
- 4. Подпорен камък (импост)
- 5. Вътрешен свод (интрадос)
- 6. Височина
- 7. Отвор
- 8. Опорна стена